# 高崎区裁判所襲撃事件
高崎区裁判所襲撃事件（たかさきくさいばんしょしゅうげきじけん）とは、水平社の同人が1923年に群馬県高崎市で起こした暴動事件。高崎区裁判所騒擾事件とも呼ばれる。

## 概要
1923年4月25日、碓氷水平社が群馬県碓氷郡里見村（現・高崎市）で創立大会を開き、村民による「町離坊」（「長吏坊」とも表記。被差別部落民への蔑称）という発言への糺弾を展開した。この過程で、6月21日、被糺弾者の市川潤一郎が水平社の同人らに暴行を受け負傷した。さらに翌6月22日、水平社に詫び状を書かされた。
翌6月23日、群馬県警察部安中警察署が高崎区検察庁の指示で捜査を開始し、上記事件の加害者と被害者の双方を取り調べた。
被害者が警察の事情聴取を受けた6月29日、水平社の同人は数十名で安中署に押しかけ「解決済みのことを取り調べるのは不当であるから取り調べを中止せよ」と要求。このため7月7日に水平社の三ツ石芳作が逮捕された。
翌7月8日早朝、小林綱吉ら水平社同人多数が三ツ石の釈放を求めて高崎区裁判所に押しかけ、夕方まで居座ったが、憲兵の出動を受けて一度は引きあげた。
翌7月9日、関東水平社など各地の水平社同人らが駆けつけ、高崎区裁近くの高崎公園に集まり、代表者が検事局と交渉したが解決の見通しは立たなかった。業を煮やした約300名の水平社同人らが高崎区裁に押しかけ、警察や憲兵と揉み合いになり、水平社同人17名が逮捕された。水平社は不当逮捕として釈放を求めたが、県知事山岡国利による高崎の歩兵第15連隊への出動要請を受けて退散した。
この騒ぎにより、10月30日、水平社同人32名が騒擾罪で起訴され、31名が有罪判決を受け、最終的に大審院で全国水平社群馬支部執行委員長の古島小文治ら15名が懲役刑の実刑判決を受けた。1925年1月、古島小文治らは群馬県水平支部の解散を宣言している。

## 関連文献
- 上砂勝七『憲兵三十一年』（東京ライフ社、1955年）
- 根岸省三『高崎産業経済史』（高崎市社会教育振興会、1964年）
- 井上清、北原泰作『部落の歴史: 物語部落解放運動史』（理論社、1970年）
- 部落問題研究所編『水平運動史の研究』第2巻、第5巻（部落問題研究所出版部、1971年）第2巻に予審調書が収録されている
- 渡部徹、秋定嘉和『部落問題・水平運動資料集成〈第1巻〉1922(大正11)～27(昭和2)年』（三一書房、1973年）
- 部落問題研究所編『部落の歴史と解放運動』（部落問題研究所出版部、1975年）
- 全国憲友会連合会編纂委員会『日本憲兵正史』（全国憲友会連合会、1976年）
- 徳江健、石原征明『事件と騒動: 群馬民衆闘争史』（上毛新聞社出版局、1980年）
- 本田豊、部落解放同盟群馬県連合会『群馬県部落解放運動 60年史』（部落解放同盟群馬県連合会、1982年）
- 高崎市市史編さん委員会編『新編高崎市史: 近代現代』（高崎市、1994年）
- 高崎市市史編さん委員会編『新編高崎市史　通史編4　近代現代』（高崎市、2004年）
- 東京人権歴史資料館『日本差別史関係資料集成 4 近代・現代篇3』（科学書院、2005年）